# Jordelina Caetana da Souza
Jordelina Caetana da Souza (Florianópolis, 1900 – Florianópolis, 2002), conhecida popularmente como Dona Jorda ou Dadá, foi uma benzedeira e parteira afro-brasileira, que morou no distrito do Ribeirão da Ilha.